# Neospintharus triangularis
Neospintharus triangularis là một loài nhện trong họ Theridiidae.
Loài này thuộc chi Neospintharus. Neospintharus triangularis được Władysław Taczanowski miêu tả năm 1873.